# Anillo primitivo
En la rama del álgebra abstracta conocida como teoría de anillos, un anillo primitivo izquierdo es un anillo que tiene un módulo izquierdo simple y fiel. Ejemplos bien conocidos incluyen anillos de endomorfismo de espacios vectoriales y álgebras de Weyl sobre campos de característica cero.

## Definición
Se dice que un anillo R es un anillo primitivo izquierdo si tiene un módulo R izquierdo simple y fiel. Un anillo primitivo derecho se define de manera similar con módulos R derechos. Hay anillos que son primitivos, por un lado, pero no por el otro. El primer ejemplo fue construido por George M. Bergman en (Bergman, 1964). Otro ejemplo encontrado por Jategaonkar que muestra la distinción se puede encontrar en Rowen (1988, p. 159).
Una caracterización interna de los anillos primitivos izquierdos es la siguiente: un anillo es primitivo izquierdo si y sólo si hay un ideal izquierdo máximo que no contenga ideales bilaterales distintos de cero. La definición análoga para anillos primitivos derechos también es válida.
La estructura de los anillos primitivos izquierdos está completamente determinada por el teorema de densidad de Jacobson: Un anillo queda primitivo si y sólo si es isomorfo a un subanillo denso del anillo de endomorfismos de un espacio vectorial izquierdo sobre un anillo de división.
Otra definición equivalente establece que un anillo queda primitivo si y sólo si es un anillo primo con un módulo izquierdo fiel de longitud finita (Lam, 2001, Ej. 11.19, pág. 191).

## Propiedades
Los anillos primitivos unilaterales son tanto anillos semiprimitivos como anillos primarios. Dado que el anillo producto de dos o más anillos distintos de cero no es primo, está claro que el producto de anillos primitivos nunca es primitivo.
Para un anillo artiniano izquierdo, se sabe que las condiciones "primitivo izquierdo", "primitivo derecho", "primo" y "simple" son todas equivalentes, y en este caso se trata de un anillo semisimple isomorfo a un anillo de matriz cuadrada sobre un anillo de división. De manera más general, en cualquier anillo con un ideal mínimo unilateral, "primitivo izquierdo" = "primitivo derecho" = "primo".
Un anillo conmutativo se deja primitivo si y sólo si es un campo.
Quedarse primitivo es una propiedad invariante de Morita.

## Ejemplos
Todo anillo simple R con unidad es primitivo tanto de izquierda como de derecha. (Sin embargo, un anillo simple no unitario puede no ser primitivo.) Esto se desprende del hecho de que R tiene un ideal izquierdo máximo M, y del hecho de que el módulo cociente R / M es un módulo R izquierdo simple, y que su annihilator es un ideal bilateral adecuado en R. Dado que R es un anillo simple, este aniquilador es {0} y por lo tanto R / M es un módulo R izquierdo fiel.
Las álgebras de Weyl sobre campos de característica cero son primitivas y, dado que son dominios, son ejemplos sin ideales mínimos unilaterales.

### Anillos lineales completos
Un caso especial de anillos primitivos es el de los anillos lineales completos. Un anillo lineal completo izquierdo es el anillo de todas las transformaciones lineales de un espacio vectorial izquierdo de dimensión infinita sobre un anillo de división. (Un anillo lineal completo derecho se diferencia porque en su lugar se utiliza un espacio vectorial derecho). En símbolos, {\displaystyle R=\mathrm {End} (_{D}V)} donde V es un espacio vectorial sobre un anillo de división D. Se sabe que R es un anillo lineal completo izquierdo si y solo si R es regular de von Neumann, autoinyectivo izquierdo con zócalo soc( R R ) ≠ {0}.  A través de argumentos de álgebra lineal, se puede demostrar que {\displaystyle \mathrm {End} (_{D}V)\,} es isomorfo al anillo de matrices finitas de filas {\displaystyle \mathbb {RFM} _{I}(D)\,}, donde I es un conjunto de índices cuyo tamaño es la dimensión de V sobre D. Del mismo modo, los anillos lineales completos derechos se pueden realizar como matrices finitas de columnas sobre D.
Usando esto podemos ver que hay anillos primitivos izquierdos no simples. Según la caracterización de densidad de Jacobson, un anillo lineal completo izquierdo R siempre se deja primitivo. Cuando dim D V es finito, R es un anillo de matriz cuadrada sobre D, pero cuando dim D V es infinito, el conjunto de transformaciones lineales de rango finito es un ideal bilateral adecuado de R y, por lo tanto, R no es simple.